# Pbv 301
Pansarbandvagn 301 (скор. Pbv 301) — шведський бронетранспортер. Розроблений для збройних сил Швеції в 1950-1960-х рр . Побудований на шасі застарілого шведського танка Strv m/41.

## Характеристика

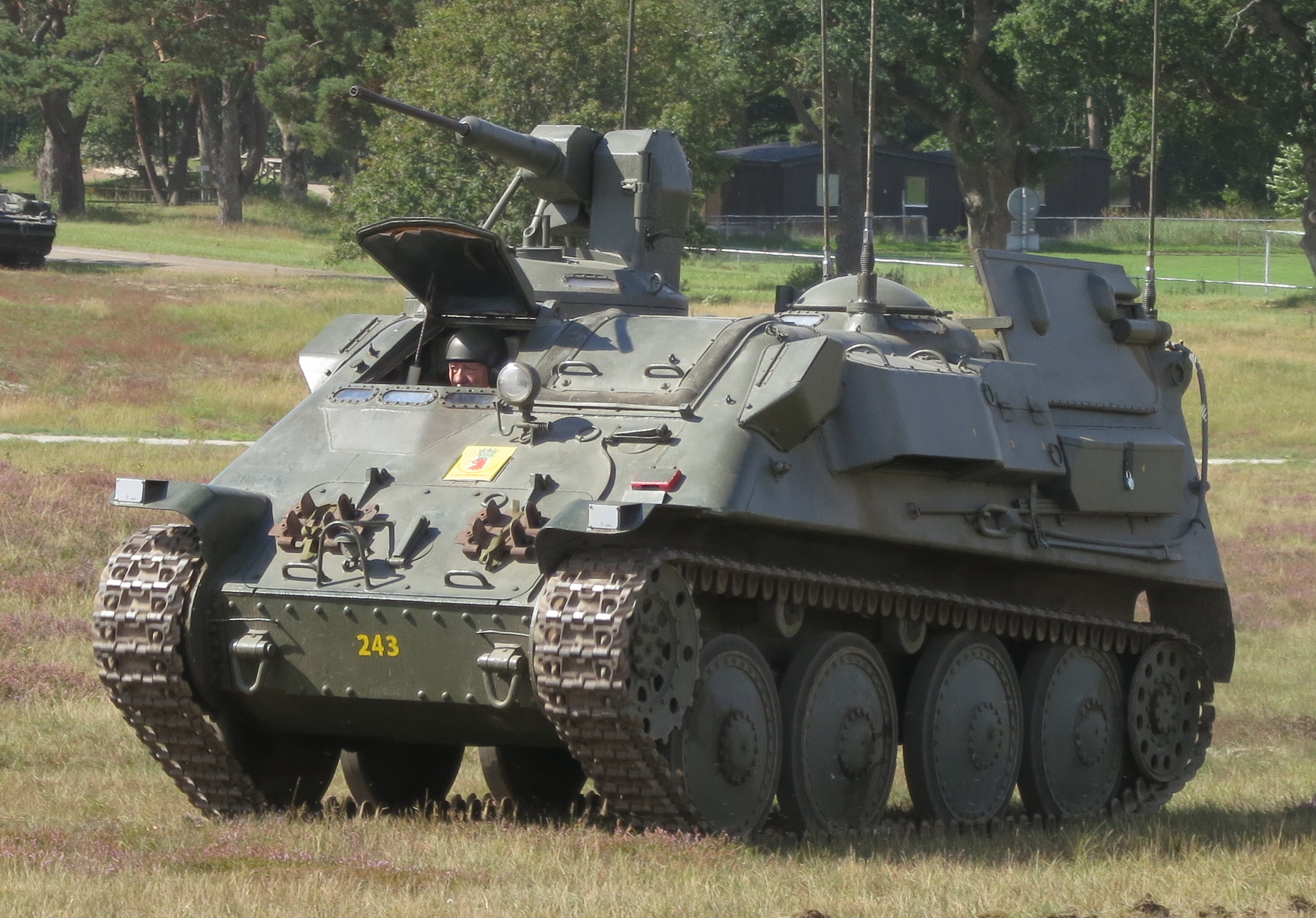
Pansarbandvagn 301

Pbv 301 оснащувався переробленою версією авіаційного двигуна B44 від компанії Svenska Flygmotor, який розганяв машину до 45 км/год та давав максимальний запас ходу на 300 км. Озброєння бронетранспортера складалося з 20-мм гармати Akan m/45B, яка також ставилася на шведський винищувач Saab J21. Екіпаж Pbv 301 складався з двох осіб. Бронетранспортер міг вміщати у десантному відділенні до 8 бійців. Броня машини мала товщину від 8 до 50 мм.

## Галерея

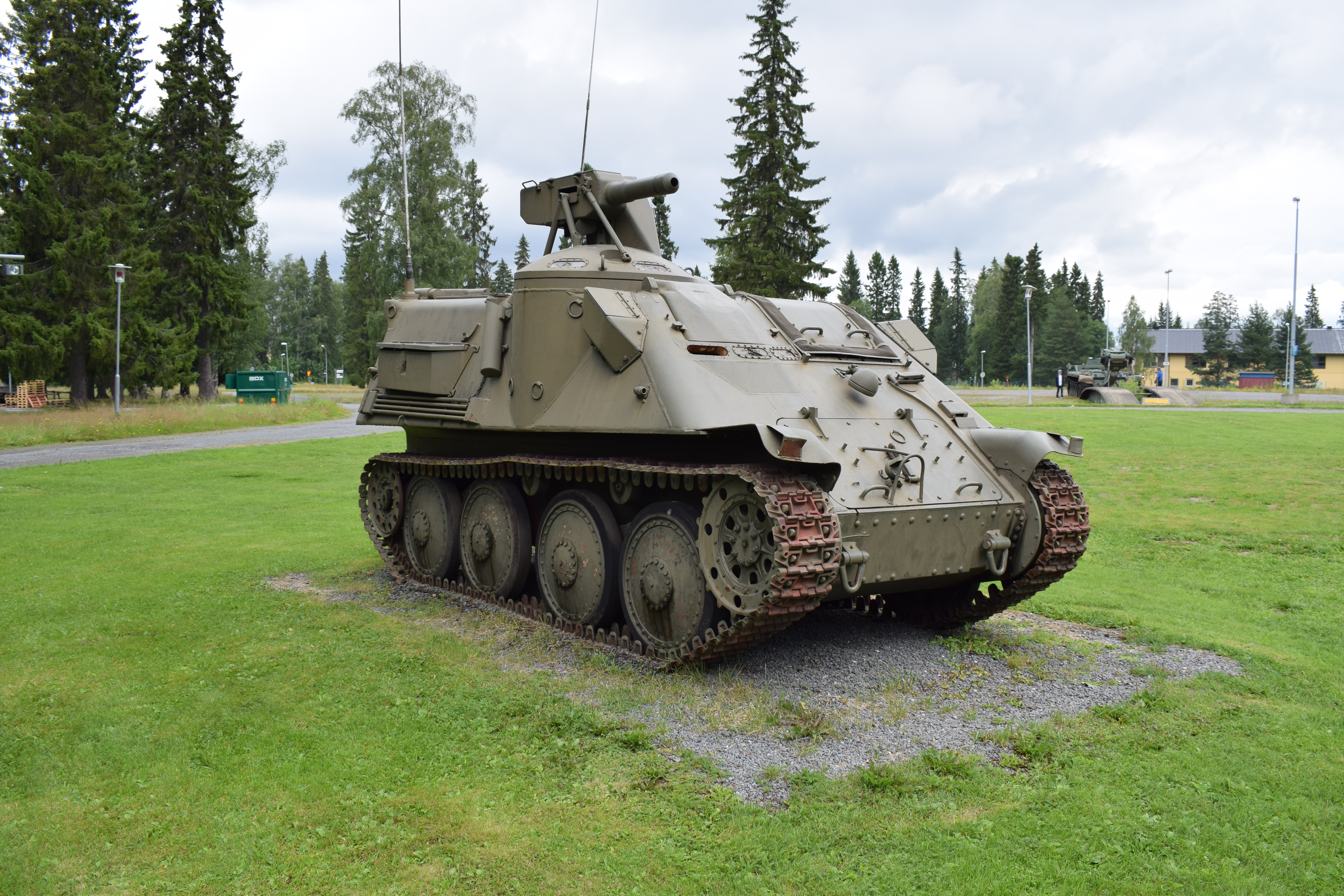
Загальний вигляд Pansarbandvagn 301
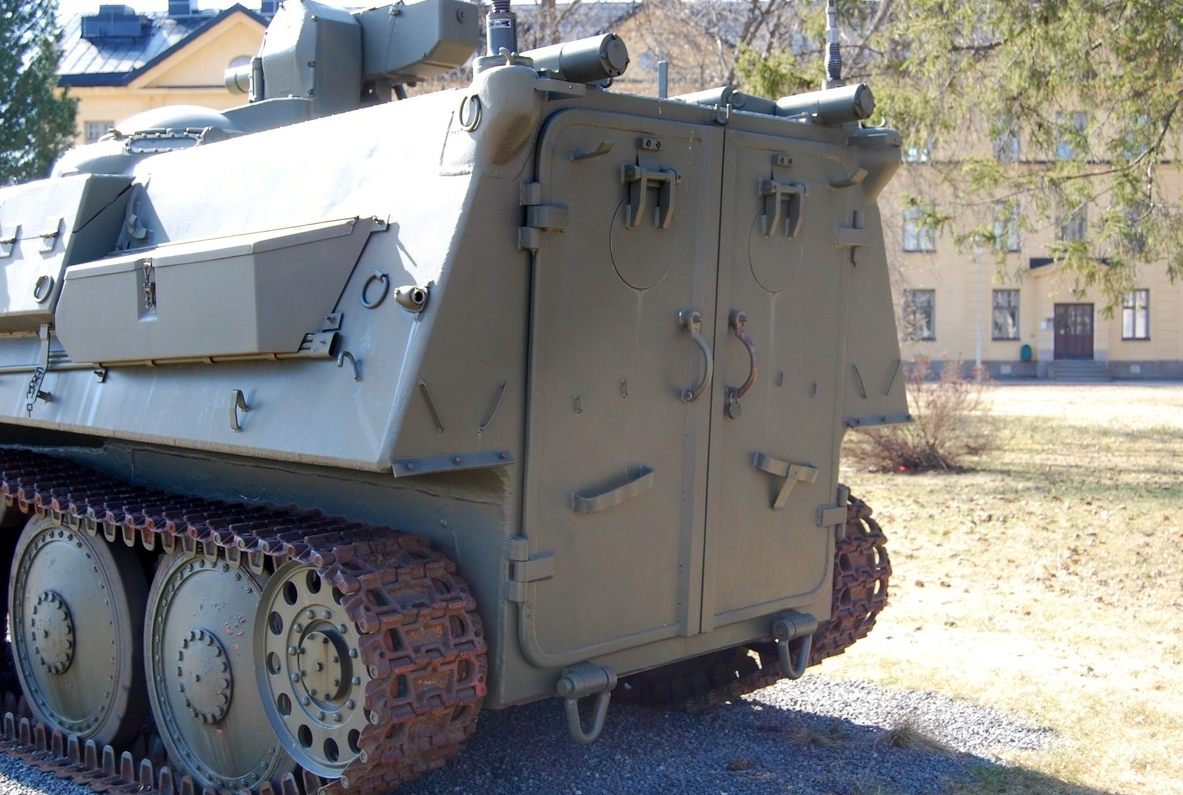
Великі люки в кормі бронетранспортера
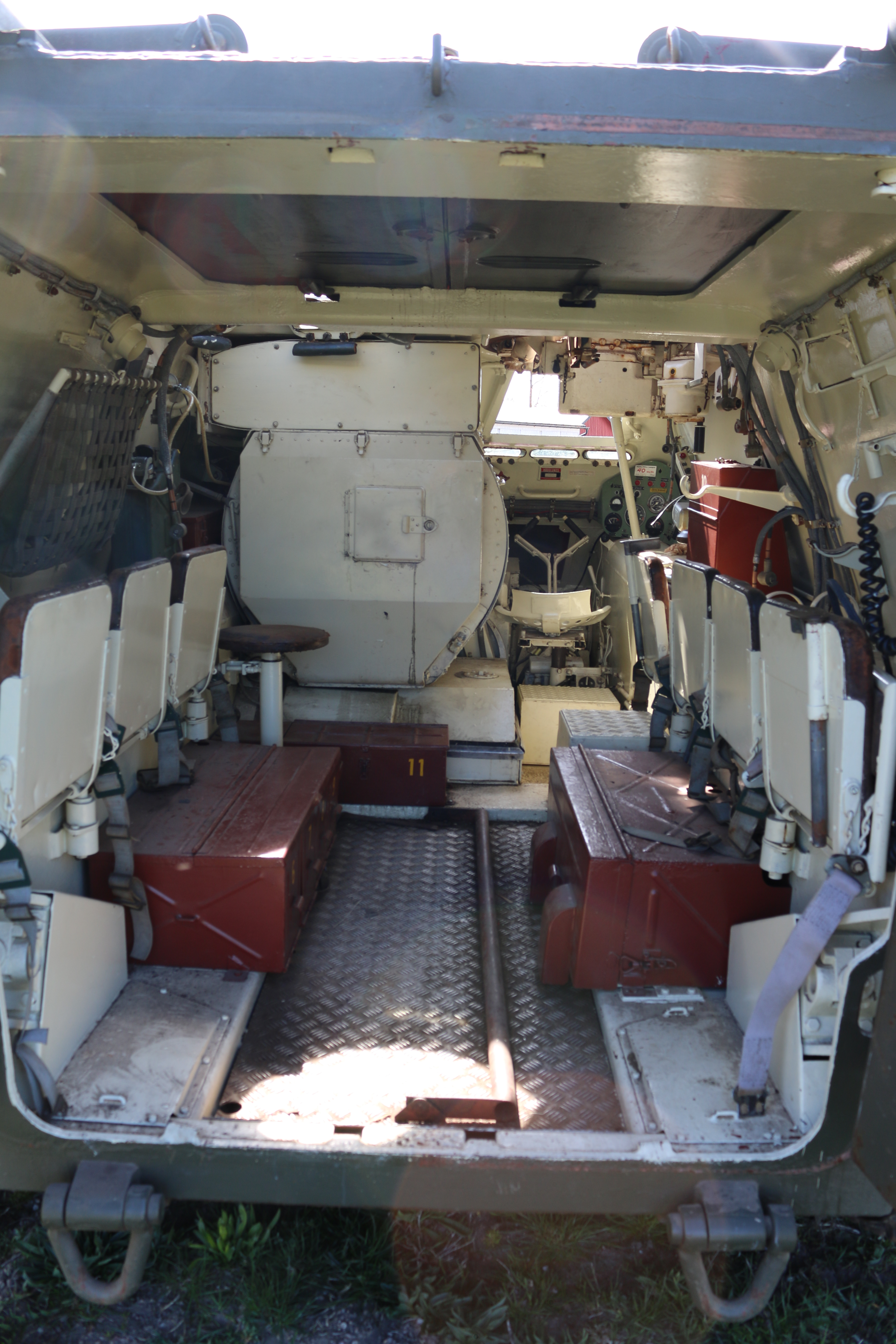
Інтер'єр десантного відділення